# 정신여자고등학교
정신여자고등학교(貞信女子高等學校)는 대한민국 서울특별시 송파구 잠실동에 있는 사립 고등학교이다. 조선 시대 말기였던 1887년에 정동여학당으로 첫 개교하였다.
1887년 미국 북장로교가 애니 엘러스를 교장으로 하여 정동에 설립하였다. 1895년 연지동으로 이전하였으며, 교명을 연동여학교로 변경하였다. 이어 1903년 연동여자중학교로, 1909년 정신여학교로 다시 이름을 바꾸었다. 1939년 일제의 기독교 탄압으로 폐교되었다가 1947년 정신여학교로 다시 개교하였다. 1951년 중고등학교가 각각 분리되어 인가를 받았다.

## 학교 연혁
- 1887년 6월 : 미 북장로교에서 파송한 여의료 선교사 애니 엘러스(Annie J. Ellers), 고종이 하사한 정동 28번지 주택에 본교(정동여학당) 창립 및 초대 교장 취임
- 1895년 10월 20일 : 연지동 교지로 이전, 연동여학교로 개칭
- 1903년 6월 : 연동여중학교로 개칭
- 1907년 6월 16일 : 제1회 졸업식
- 1909년 : 정신여학교로 개칭되어 사립학교로 인가를 받음, 캐나다 출신 게일 선교사 설립자가 됨
- 1915년 : 사범과 제2회 졸업생을 내고 사범과 폐지
- 1909년 8월 11일 : 정신여학교로 개명
- 1919년 3월 : 본교 교사 김마리아 등 애국부인회 임원 피검
- 1935년 5월 9일 : 정신여학교로 조선총독부의 지정 받음
- 1945년 3월 22일 : 신사참배 거부로 정신여학교 폐교
- 1947년 3월 : 김필례 여사 제12대 교장 취임
- 1947년 7월 12일 : 정신여학교 재인가를 받음
- 1951년 8월 31일 : 교육법 개정으로 중, 고등학교 별로 각각 인가 (고등학교 3학급)
- 1951년 9월 : 6.25 동란으로 남하, 부산 용두산에서 피난학교 개교
- 1952년 4월 : 서울 수복 후 연동교회에서 서울 훈육소 개교
- 1954년 2월 : 유엔으로부터 교사를 받고 완전 복교, 부산 분교와 통합
- 1956년 9월 3일 : 재단법인 정신학원으로 인가, 경기노회장 함태영 목사가 설립자 겸 초대 이사장에 취임
- 1965년 : 신관 준공
- 1969년 3월 : 정신여자중.고등학교 분리
- 1978년 12월 27일 : 잠실동 현 교사로 이전 (교지총면적 42,931m2, 건물 총면적 19,164m2)
- 1982년 12월 : 체육관 준공(연건평 1,765m2)
- 1998년 10월 : 김마리아 회관(대강당) 및 김필례관 (수련관) 준공 (연면적 12,219m2)
- 2002년 12월 : 김마리아 회관(대강당) 및 김필례관(수련관) 증축준공 (증축 연면적 4,328m2)
- 2011년 9월 : 식당 준공(4층, 연면적 2,070m2)
- 2013년 12월 : 다목적관 준공(5층, 연면적 2,410m2)
- 2015년 3월 : 이희천 선생 제21대 교장 취임
- 2017년 1월 : 이군식 목사 제14대 이사장 취임
- 2018년 9월 : 최성이 선생 제22대 고등학교 교장 취임

## 참고 문헌
- 정신여자고등학교 - 한국교육학술정보원 학교알리미

## 같이 보기
- 정신여학교 여자 정구단